# Brian Selznick
Pour les articles homonymes, voir Selznick.
Œuvres principales
- L'Invention de Hugo Cabret

Brian Selznick, né le 14 juillet 1966 à East Brunswick dans le New Jersey, est un écrivain et illustrateur de littérature jeunesse américain.

## Biographie
Diplômé de l'école de design de Rhode Island, il commence à travailler dans une librairie pour vendre des livres pour enfants.
Brian Selznick est auteur notamment de L'Invention de Hugo Cabret (2007) pour lequel il a reçu la médaille Caldecott. L'ouvrage est adapté en film d'aventures fantastique américain en 2011 par Martin Scorsese, sous le titre Hugo Cabret.
En 2013, il remporte le prix Sorcières dans la catégorie roman junior pour Black Out. En 2017, il reçoit le prix Inkpot pour l'ensemble de son œuvre.

## Œuvres

### Romans
- La Boîte magique d'Houdini, Bayard Jeunesse, 2016 ((en) The Houdini Box, 1991)
- (en) The Robot King, 1995
- (en) Boy of a Thousand Faces, 2000
- L'Invention de Hugo Cabret, Bayard Jeunesse, 2008 ((en) The Invention of Hugo Cabret, 2007)
- Black Out, Bayard Jeunesse, 2012 ((en) Wonderstruck, 2011)Réédité sous le titre Le Musée des merveilles en 2017 chez Le livre de poche
- Les Marvels, Bayard Jeunesse, 2017 ((en) The Marvels, 2015)
- Kaléidoscope, Bayard Jeunesse, 2023 ((en) Kaleidoscope, 2021)

### Illustrations
- (en) Riding Freedom, 1998Roman de Pam Muñoz Ryan, illustré par Brian Selznick, portant sur la vie romancée de Charley Parkhurst

## Prix et distinctions
- « Honor Book » Médaille Caldecott 2002 pour The Dinosaurs of Waterhouse Hawkins
- Médaille Caldecott 2008 pour L'Invention de Hugo Cabret
- Prix Sorcières 2013[1] dans la catégorie roman junior pour Black Out
- Prix Inkpot 2017 pour l'ensemble de son œuvre
- Finaliste Médaille Kate-Greenaway 2017[2] pour ses illustrations de The Marvels (auteur du texte également)

## Adaptation de son œuvre au cinéma
- 2011 : Hugo Cabret (Hugo), film d'aventures fantastique américain  réalisé par Martin Scorsese, écrit par John Logan d'après le roman de Brian Selznick L'Invention de Hugo Cabret paru en 2007.